# P-Rating

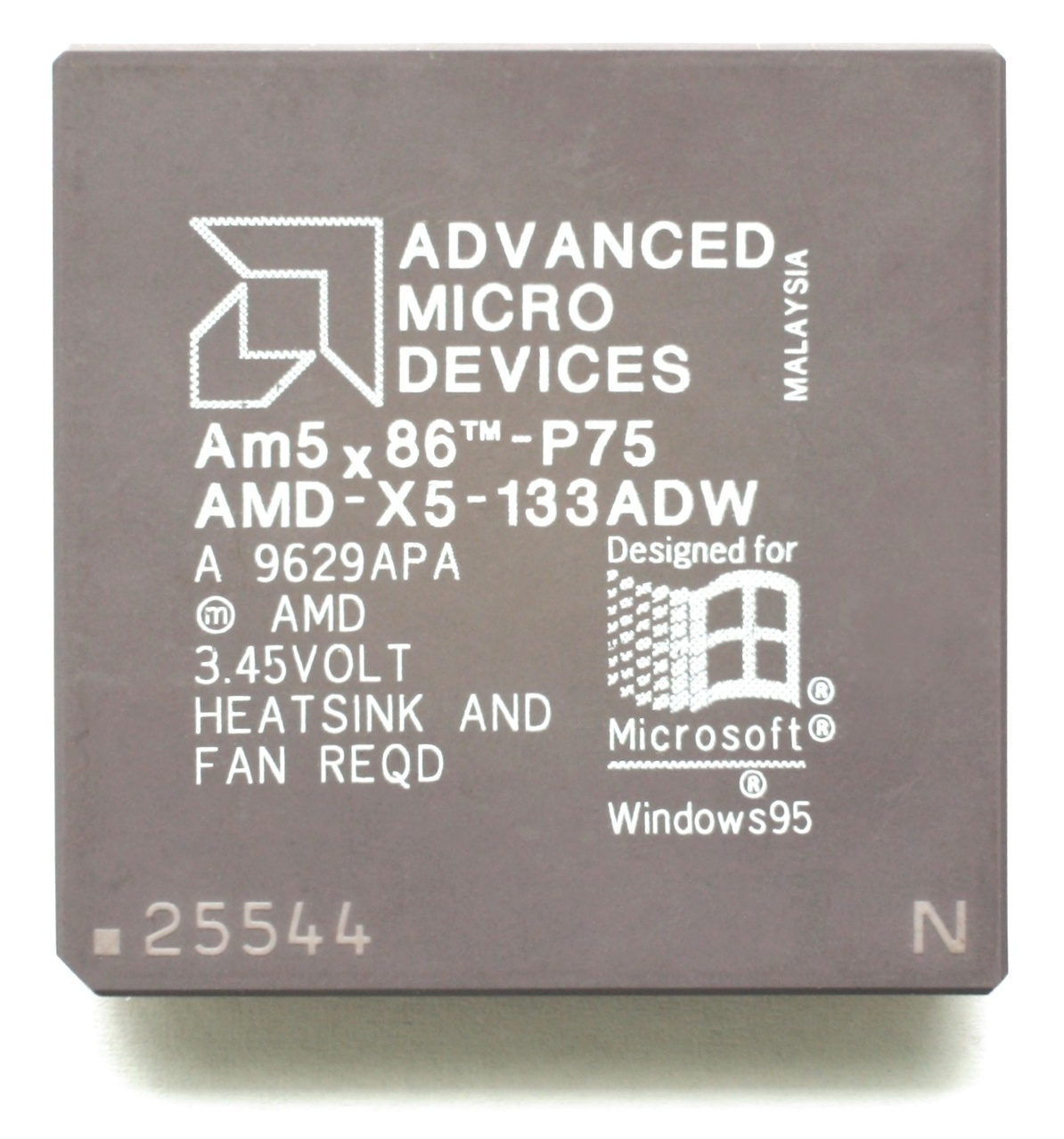
Am5x86-P75

Das P-Rating oder auch Performance-Rating bzw. Pentium-Rating ist eine „Einheit“, mit der die Geschwindigkeit eines Prozessors mit der eines entsprechend getakteten Pentium-Prozessors (Pxx) verglichen wird. Für den Vergleich wurden 'normale' Büroanwendungen herangezogen. Die Gleitkommaleistung lag im Regelfall weit darunter.
Das Rating wurde zuerst von AMD beim Am5x86, später dann auch von Cyrix beim Cyrix 5x86 und von NexGen (NexGen Nx586) verwendet, um dem damaligen Pentium besser Konkurrenz leisten zu können. Cyrix war mit dem 6x86MX/MII der letzte Hersteller, der diesen Vergleich verwendete.
Durch die Verwendung unterschiedlicher Architekturen und Busgeschwindigkeiten waren aber auch die Intelprozessoren untereinander nicht nur über die Taktrate vergleichbar. Daher entwickelte Intel den iCOMP Index, der auf einer Reihe von Benchmarkanwendungen (u. a. CPUmark32, Norton SI-32, SPECint_base95, SPECfp_base95) basiert. Da dieser auch stark auf Gleitkommafunktionen beruhte, bei denen Intel bei den x86-CPUs führend war, sollte damit auch der Vorsprung dokumentiert werden.
Mit der NetBurst-Architektur des Pentium 4 und deren hohen Taktzahlen wechselte Intel wiederum zu Taktfrequenzen als Maßeinheit. Um vergleichbar zu bleiben, etablierte AMD mit dem Athlon XP später wiederum eine ähnliche, QuantiSpeed genannte Bezeichnung, die sich an der Taktrate des Pentium 4 orientiert.

## Beispiele
Ein 486er (ein Am5x86-P75) läuft mit 133 MHz und ist ungefähr so schnell wie ein Pentium-Prozessor mit 75 MHz. Der 486er hat also ein Pentium-Rating von 75. Das Rating steht hier im Namen (...-P75).